# 어도비 드림위버
어도비 드림위버(Adobe Dreamweaver)는 매크로미디어가 개발한 웹 개발 응용 프로그램이며, 현재는 2005년에 매크로미디어를 인수하였던 어도비 시스템즈 소유이다.
드림위버는 맥과 윈도우 운영 체제를 둘 다 지원한다. 최근에 나온 버전들은 CSS, 자바스크립트, 다양한 서버 사이드 스크립팅, 그리고 ASP.NET, 콜드퓨전, 자바 서버 페이지, PHP 등의 프로그래밍 언어 및 프레임워크와 같은 웹 기술에 대한 지원을 포함하고 있다. 현재는 어도비 크리에이티브 클라우드를 구독하여 사용할 수 있다.

## 기능
드림위버는 위지위그 프레스토 기반의 편집기이며 사용자에 의해 HTML 코드의 상세한 정보를 숨길 수 있으며, 이로써 코드를 잘 모르는 사람들이 웹 페이지와 사이트를 만들 수 있게 도와 준다.

### 구문 강조
버전 6의 경우 드림위버는 다음의 언어에 구문 강조를 지원하고 있다:
- 액션스크립트
- 액티브 서버 페이지 (ASP)
- ASP.NET
- C#
- CSS
- 콜드퓨전
- EDML
- XHTML
- XML
- XSLT
- 자바
- 자바스크립트
- 자바 서버 페이지 (JSP)
- PHP
- 비주얼 베이직 (VB)
- 비주얼 베이직 스크립트 에디션 (VBScript)
- WML

사용자가 정의한 구문 강조를 추가할 수도 있다. 또한, 코드 완성 기능이 이러한 언어들 가운데 대다수에서 사용할 수 있다.

## 버전 역사
- 드림위버 1.0 (공개일: 1997년 12월)
  - 드림위버 1.2 (1998년 3월에 이음)
- 드림위버 2.0 (공개일: 1998년 12월)
- 드림위버 3.0 (공개일: 1999년 12월)
  - 드림위버 UltraDev 1.0 (공개일: 2000년 6월)
- 드림위버 4.0 (공개일: 2000년 12월)
  - 드림위버 UltraDev 4.0 (공개일: 2000년 12월)
- 드림위버 MX  (공개일: 2002년 5월 29일, 버전 6.0)
- 드림위버 MX 2004 (공개일: 2003년 9월 10일. 버전 7.0)
- 드림위버 8 (공개일: 2005년 9월 13일)
- 드림위버 CS3 (공개일: 2007년 4월 16일. 버전 9.0)
- 드림위버 CS4 (공개일: 2008년 9월 23일. 버전 10.0)
- 드림위버 CS5 (공개일: 2010년 4월 12일. 버전 11.0)
- 드림위버 CS5.5 (공개일: 2011년 4월 12일. 버전 11.5)
- 드림위버 CS6 (공개일: 2012년 4월 21일. 버전 12.0)
- 드림위버 CC (공개일: 2013년 6월 17일. 버전 13.0)

## 같이 보기
- 매크로미디어 홈사이트
- 웹 애플리케이션
- 웹 디자인